# SMS Von der Tann
SMS Von der Tann byl prvním bitevním křižníkem postaveným pro německé císařské námořnictvo a zároveň první německou velkou válečnou lodí poháněnou parními turbínami. Byl postaven v loděnicích Blohm & Voss v Hamburku (konstrukční číslo 198) a stal se prototypem německé koncepce bitevních křižníků.
Koncem roku 1914 se zúčastnil dvou výpadů proti britskému pobřeží. V roce 1915 operoval v Severním moři a na Baltu. V roce 1916 se zúčastnil dalších dvou výpadů proti britskému pobřeží a bitvy u Jutska/Skagerraku, ve které potopil HMS Indefatigable. Poškození z bitvy se opravovala dva měsíce. V druhé polovině roku 1916 se zúčastnil dalších dvou výpadů do Severního moře a v dubnu 1918 jednoho výpadu k pobřeží Norska. Po válce byl potopen vlastní posádkou ve Scapa Flow.

## Vývoj
Na návrhu nového plavidla – označovaného jako Kreuzer F – pro Kaiserliche Marine se začalo pracovat v srpnu 1906. Bylo předloženo několik návrhů, všechny s hlavní výzbrojí tvořenou děly ráže od 305 do 343 mm. Finanční omezení ale nakonec vedlo k rozhodnutí použít levnější děla menší ráže. Byla vybrána 280 mm Kruppova děla umístěná do dvouhlavňové dělové věže Drh LC/1907, mírně upravené varianty použité již na bitevních lodích třídy Nassau.
Jasno nebylo zpočátku ani kolem budoucí role, jakou by toto plavidlo (a po něm následující) mělo zastávat. Admirál Tirpitz požadoval loď, která by byla obdobou britské konstrukce, tedy: těžká děla, lehké pancéřování a vysoká rychlost. Nepočítal ale se zapojením lodí nového typu do bitevní linie hlavního loďstva. Císař Vilém II. spolu s většinou důstojníků Reichs Marine Amt (Říšský úřad námořnictva) ale požadovali, aby se loď byla schopná zapojit do hlavní bitevní linie a operovat spolu s bitevními loděmi poté, co pro ně jako průzkumný předvoj zajistí průzkum bojem. Tato koncepce ale vyžadovala silnější pancéřování, než u britských konstrukcí, což bylo – pro zachování rychlosti – nutno kompenzovat snížením zásoby paliva a tím pádem i dosahu.
Dne 22. června 1907 císař povolil realizaci nové jednotky, která měla být pojmenována Von der Tann po bavorském generálovi z prusko-francouzské války (1870) Ludwigovi von und zu der Tann-Rathsamhausen.

## Provedení

### Výzbroj
Von der Tann nesl osm 280mm děl ve čtyřech dvouhlavňových věžích Drh LC/1907: po jedné na přídi a zádi a dvě věže byly umístěny diagonálně uprostřed (za předním komínem byla věž na pravoboku, zatímco věž za zadním komínem se nacházela na levoboku). S touto výzbrojí byl Von der Tann nejslaběji vyzbrojeným německým bitevním křižníkem a právě podle rozmístění vyzbroje (zejména podle pouze jedné věže na zádi) ho lze nejsnáze identifikovat oproti ostatním německým konstrukcím bitevních křižníků. Čtyři muniční komory pojaly až 660 střel (po 165 střelách v každé) pro hlavní děla. Každé dělo mohlo střílet teoreticky rychlostí až tří ran za minutu, dopravit 302 kg vážící protipancéřový projektil s úsťovou rychlostí 855 m/s na vzdálenost 18 900 m (po roce 1915 byl dostřel zvětšen na 20 400 m) a na vzdálenost 12 000 m prorazit 200mm boční pancíř.
Na rozdíl od svých britských protějšků, nesl Von der Tann dělostřelectvo střední ráže – tvořené deseti 150mm děly – v kasematech. Každé mělo k dispozici 150 explozivních a průbojných granátů. Dále se v kasematech nacházelo dvanáct 88mm děl a další čtyři děla téže ráže byla v roce 1916 umístěna volně na zadní nástavbě, takže je bylo možno použít i proti letadlům a vzducholodím. Pro osmaosmdesátky bylo k dispozici celkem 3 200 kusů munice. Tato všechna děla střední ráže byla určena primárně k obraně před útočícími torpédovkami a torpédoborci.
Hlavňovou výzbroj doplňovaly čtyři podhladinové torpédomety ráže 450 mm, pro které bylo k dispozici celkem 11 torpéd C/03. Po jednom torpédometu bylo umístěno na přídi a zádi v ose plavidla a po jednom torpédometu na každém boku těsně za první dělovou věží.

### Pancéřování

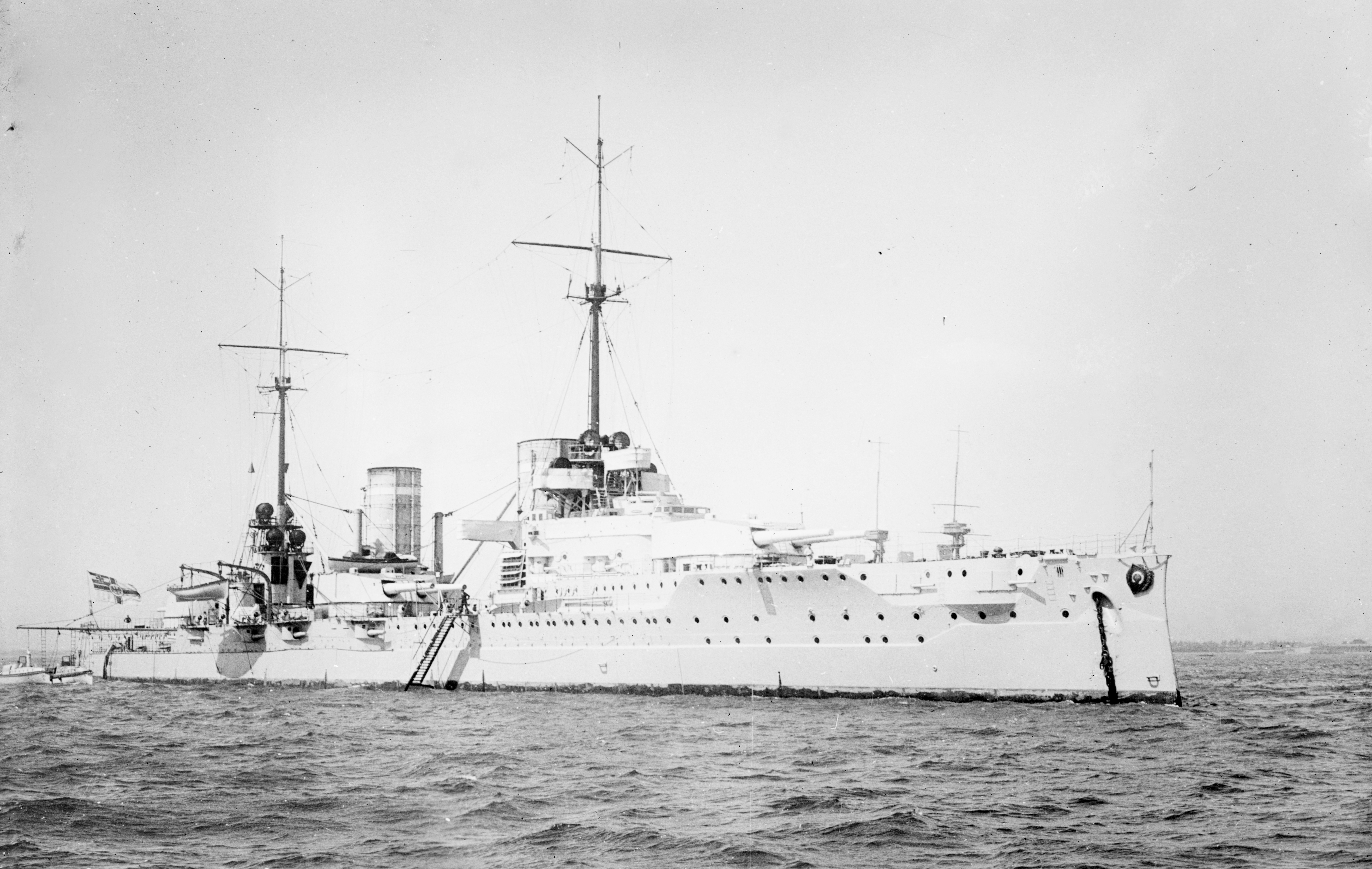
SMS Von der Tann

Jelikož se u Von der Tann počítalo s tím, že bude bojovat i v rámci hlavní bitevní linie spolu s bitevními loděmi, bylo jeho pancéřování mnohem silnější, než u jeho britských protějšků. Ze své hmotnosti obětoval na pancéřování o 10% více, než jednotky třídy Indefatigable, se kterými se později utkal v bitvě u Jutska/Skagerraku.
Pancéřování Von der Tann tvořila Kruppova cementovaná a niklovaná ocel. Hlavní boční pancéřový pás měl 80-120 mm na přídi, 250 mm ve střední části a 100 mm na zádi. Přední nástavba byla chráněna 250 mm silným pancířem a zadní 200 mm. Přední strana hlavních dělových věží měla tloušťku 230 mm, boky 180 mm a stropy 90 mm. Kasematy chránil 150 mm pancíř. Horní paluba měla 20 mm a pancéřová paluba 50 mm. Stejně jako předcházející pancéřový křižník SMS Blücher měl i Von der Tann protitorpédovou obšívku. Ta sestávala z 25 mm pancéřového pásu, který byl odsazený o 4 m od vnějšího trupu a mezí ním a vnějším trupem se nacházely zásobníky uhlí.

## Služba

### Před Světovou válkou

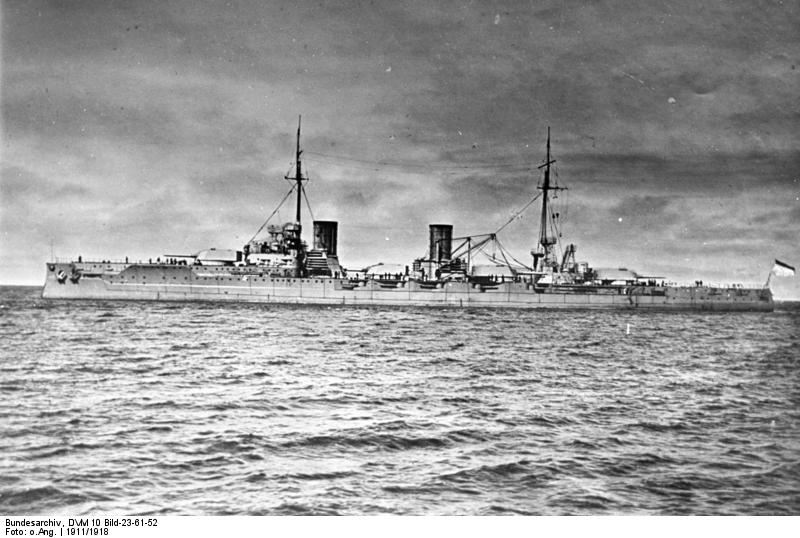
SMS Von der Tann

Od května 1910 vykonával zkušební plavby s dělníky z loděnice na palubě. Po převzetí do služby vykonal první bitevní křižník Kaiserliche Marine několik reprezentačních dálkových plaveb. Na jaře 1911 navštívil Rio de Janeiro, Puerto Militar a Bahía Blanco. Do Kielu v Německu se vrátil 6. května 1911.
Dne 8. května 1911 byl přiřazen k průzkumné eskadře křižníků, která měla vykonávat průzkum pro bitevní lodě Hochseeflotte. V červnu 1911 se Von der Tann zúčastnil námořní přehlídky ve Spitheadu u příležitosti korunovace britského krále Jiřího V.

### Za Světové války
Při vypuknutí první světové války sloužil jako vlajková loď velitele průzkumné eskadry kontradmirála Tapkena. Dne 28. srpna 1914 se podílel na neúspěšném výpadu proti britským bitevním křižníkům po první bitvě u Helgolandské zátoky. Dne 3. listopadu téhož roku se zúčastnil ostřelování Great Yarmouthu. Ve 3 hodiny ráno 15. prosince opustila 1. průzkumná divize bitevních křižníků (Von der Tann, SMS Derfflinger, SMS Seydlitz, SMS Moltke a pancéřový křižník Blücher) doplněná o 2. průzkumnou divizi lehkých křižníků ústí řeky Jade, aby se vydala na další výpad proti anglickému pobřeží. Později vyplulo i jádro Hochseeflotte, aby jeho bitevní lodě poskytly vzdálené krytí bitevním křižníkům. V ranních hodinách 16. prosince ostřelovala jižní skupina, složená ze Von der Tann a Derfflinger, cíle u Scarborough a Whitby, zatímco zbývající křižníky tvořící severní skupinu, napadly Hartlepool. Ve 12:30 hlásil SMS Stralsund kontakt s několika nepřátelskými křižníky a o něco později hlásil šest velkých lodí nepřítele identifikovaných jako bitevní lodě třídy Orion. Ve 13:00 se tyto nacházely na pozici 54° 20' severní šířky a 2° 0' východní délky a tato informace umožnila bitevním křižníkům vyhnout se kontaktu se silnějším protivníkem. Ve večerních hodinách se všechny jednotky vrátily do svých přístavů.
V roce 1915 operoval v Severním a Baltském moři. Bitvy u Dogger Banku 24. ledna se Von der Tann nezúčastnil, protože tou dobou byl v doku kvůli nutným opravám po kolizi z 25. prosince 1914. V ranních hodinách 10. srpna 1915 ostřeloval ruskou pevnost na ostrově Utö ve východním Baltu. Nejprve v 5:06 zahájil palbu na ruský pancéřový křižník Bajan, ale ten se záhy stáhl. Von der Tann proto obrátil svoji pozornost k pobřežní baterii na ostrově. Do 6:18 na ní vystřelil celkem 62 granátů ráže 280 mm a 60 ráže 150 mm, ale žádný zásah nezaznamenal. Dvě sporadicky odpovídající 152mm děla pobřežní baterie ale zaznamenala úspěšný zásah, když se jim podařilo zasáhnout přední komín křižníku.
V noci z 5. na 6. dubna 1916 podnikl výpad proti Hoofdenu a 24. dubna ostřeloval Great Yarmouth a Lowestoft.

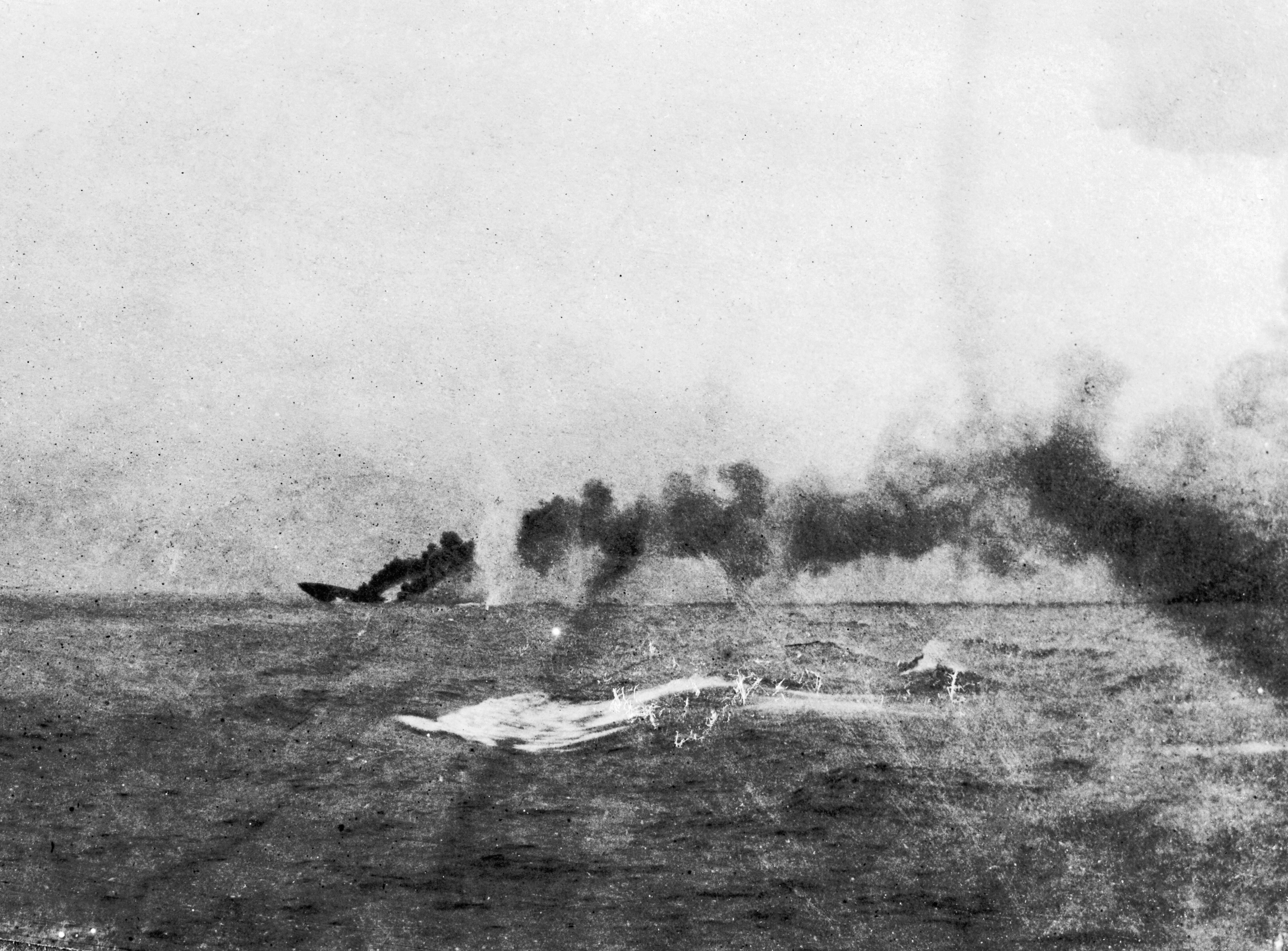
HMS Indefatigable se potápí

Bitvy u Jutska/Skagerraku (31. květen až 1. červen 1916) se zúčastnil jako poslední loď ve formaci Hipperovy průzkumné eskadry bitevních křižníků. Jeho cílem byl poslední bitevní křižník britské Beattyho eskadry HMS Indefatigable. Ten inkasoval těsně po 17:00 (15 minut po zahájení boje) tři zásahy na zádi 280 mm granáty z Von der Tann, takže vybočil z formace a začal ztrácet rychlost. V 17:05 zasáhla Indefatigable další salva. Jeden 280mm granát dopadl před přední 305mm věž a druhý prorazil její slabý stropní pancíř a pronikl do věže „A“. Oba pak způsobily explozi muničního skladu pod věží o 30 sekund později. Indefatigable se potopil s téměř celou posádkou. Po tomto úspěchu přesunul Von der Tann palbu na HMS New Zealand, ale vzápětí se stal terčem zezadu se přibližující 5. eskadry rychlých bitevních lodí pod velením kontradmirála Evan-Thomase. Nejdříve se stal cílem dělostřelců na HMS Barham a HMS Valiant. V 17:11 byl zasažen 381mm granátem z Barhamu na zádi pod čarou ponoru. Následkem toho nateklo do lodi 600 tun vody a ponor na zádi se zvýšil o 1 metr. Později obě dvě první lodě Evan-Thomasovy 5. eskadry přenesly svoji „pozornost“ na Moltke a na Von der Tann se zaměřily zbývající HMS Warspite a HMS Malaya. Přibližně kolem 17:20 Von der Tann opětoval palbu Barhamu, ale poté (17:30) se znovu zaměřil na New Zealand, přičemž spolu s Moltke prudce kličkoval, aby se vyhnul granátům z britských bitevních lodí 5. eskadry. V 17:23 zásah 343mm granátem vypáleným z HMS Tiger vyřadil dělovou věž „C“ a v 17:51 další granát z Tigeru zasáhl dělovou věž „A“. Po otočce k severu, se poslední dvě fungující baterie hlavních děl zaměřily na Malaya. Během střetnutí hlavních sil pak byl zasažen ještě jednou a to ve 20:19, když 381mm granát z HMS Revenge zasáhl a zdemoloval zadní nástavbu.
Během bitvy byly poruchami a zásahy postupně vyřazeny všechny čtyři hlavní dělové věže, ale tři z nich (kromě věže „A“) se povedlo zprovoznit. Během celé bitvy vystřílel Von der Tann celkem 170 granátů ráže 280 mm. Vlastní ztráty činily 11 mrtvých a 35 zraněných mužů posádky. Opravy ve Wilhelmshavenu po bitvě trvaly do konce července 1916.
Ve dnech 18.-19. srpna 1916 a poté 18.-20. října 1916 podnikl dva výpady do Severního moře. V listopadu a prosinci téhož roku musel podstoupit opravu turbín a další opravu porouchané turbíny musel podstoupit od května do června 1917. Dne 23. dubna 1918 se zúčastnil dalšího výpadu, tentokráte k pobřeží Norska.
Po vyhlášení příměří byl na základě článku 23 smlouvy o příměří spolu s ostatními plavidly Hochseeflotte 24. listopadu 1918 internován ve Scapa Flow – konkrétně v západní části zátoky, mezi ostrovy Hoy a Cava, uprostřed formace zakotvených zbývajících bitevních křižníků. Na pravoboku kotvil SMS Hindenburg a na levoboku Moltke. Když vyšlo najevo, že německé lodě už se zpátky do Německa nevrátí a mají být rozděleny mezi vítězné mocnosti, byly 21. června 1919 na rozkaz von Reutera potopeny vlastními posádkami – mezi nimi i Von der Tann. Dne 7. prosince 1930 byl vrak vyzvednut a nejpozději v roce 1934 sešrotován v Rosythu.